# Lengua franca

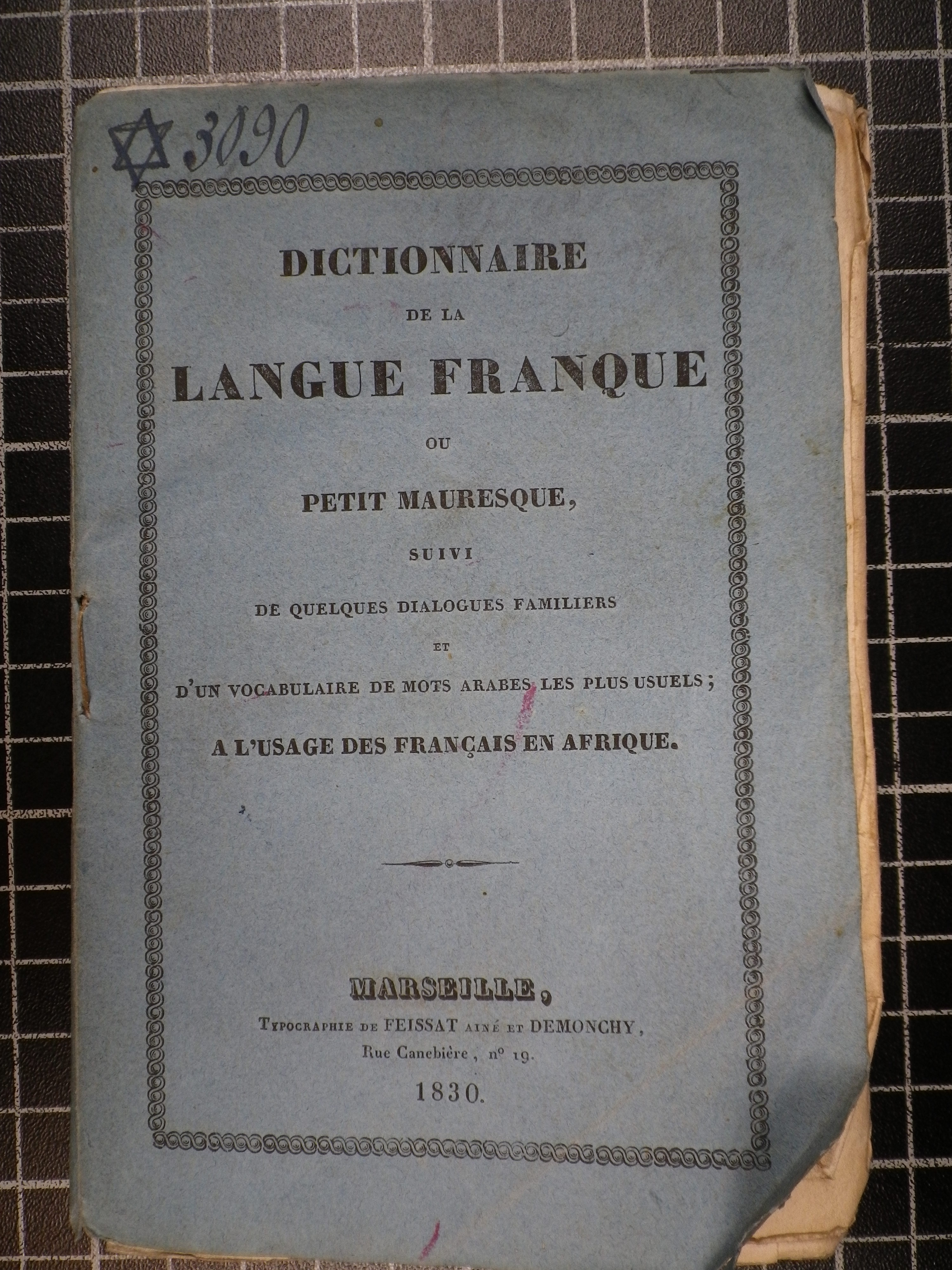
Diccionario de una lengua franca basada en el francés

Una lengua franca, lengua vehicular o lengua general (también en latín medieval e italiano lingua franca) es un idioma adoptado de forma tácita para un entendimiento común entre personas que no tienen la misma lengua materna. La aceptación puede deberse a mutuo acuerdo o a cuestiones políticas, económicas, etc. Es importante distinguir propiamente la expresión lengua franca de las de lengua oficial, lengua clásica, o lengua diplomática, con los que comparte el uso como interlingua entre hablantes de diferentes lenguas maternas, frecuentemente por acuerdo o conveniencia más que por imposición legal.
En algunos contextos lengua vehicular se refiere solo a la lengua predeterminada o preferida de uso en un determinado ámbito, cuando existen diferentes lenguas posibles. Mientras que lengua franca casi siempre responde a una situación donde muchas personas de manera informal y por conveniencia adoptan una lengua para la comunicación aun cuando no exista una norma jurídica preferente que así lo indique.[cita requerida]
En particular, una característica notoria de una lengua franca es el ser lengua de propósito general, usada en contextos hablados para la comunicación entre diversos grupos o nacionalidades; eso las diferencia de las lenguas clásicas que suelen usarse en el registro escrito, las lenguas diplomáticas que tienen un ámbito restringido o las lengua oficiales cuyo uso está respaldado legalmente.[cita requerida]

## Historia

### Origen del término
Lengua franca (del latín tardío lingua franca) se llamó originalmente al idioma fráncico (germánico), hablado en tiempo de Carlomagno. Luego se llamó así al latín [cita requerida] y más recientemente al sabir, una lengua con elementos léxicos del francés, italiano, español, árabe, turco y algunas más, usada en el pasado en la cuenca mediterránea, particularmente su parte oriental y en el norte de África para entenderse los habitantes de estos países con los europeos en sus relaciones comerciales. Posteriormente se ha reinterpretado la expresión como sinónimo de "lengua libre", siendo utilizada en este sentido  por primera vez en un tratado académico por el lingüista Hugo Schuchardt.
Lengua vehicular es un término lingüístico neutro que se refiere al rol que juega una lengua en un determinado contexto; lengua franca se refiere históricamente a una lengua híbrida, sin hablantes nativos, resultado del contacto entre hablantes de distintas lenguas, y que encuentran puntos comunes para entenderse. El uso reciente de lengua franca para referirse por metonimia a las grandes lenguas vehiculares ha difuminado esta diferencia.
Existen asimismo idiomas con características muy parecidas a las lenguas anteriores, pero creados con el propósito de convertirse en lingua franca de consenso entre hablantes sin el mismo idioma materno, como es el caso del esperanto, del ido o de la interlingua.

### Lenguas francas en Europa
En el Mediterráneo oriental, durante una parte de la Antigüedad, se usó el griego koiné como lingua franca, si bien otras lenguas autóctonas continuaron siendo usadas en esos territorios. En Europa occidental, por el contrario, la romanización hizo que el latín fuera la lengua materna de la mayor parte de la población. 
Históricamente, la lengua más usada como segunda lengua en Europa fue hasta el siglo XIV el latín, aunque esta lengua funcionó básicamente como lengua clásica en el registro escrito y como lengua de propósito particular para propósitos particulares, además de como lengua litúrgica y formal de la Iglesia católica. En usos particulares, el latín sigue siendo usado de manera limitada en Derecho (se sigue empleando hoy en día), en Medicina y en la clasificación biológica (hongos, bacterias, plantas y animales, con su nombre científico).
El latín tuvo un uso tan extendido que fue conocido como la lengua vulgar (del vulgo, del pueblo). Por esta razón, a la traducción que Jerónimo de Estridón hizo al latín de la Biblia en el siglo V se la conoce como Vulgata.
También han sido lenguas francas el ruso en los países soviéticos, el alemán en el centro de Europa. El portugués, el español y el francés en sus respectivos imperios.
Desde el Renacimiento hasta finales del siglo XIX se llamó lingua franca a una lengua empleada por los marineros y mercaderes del Mediterráneo. Era una lengua popular y hablada, de la que hoy se conservan muy pocos textos. Era una mezcla principalmente de italiano, árabe y griego, aunque tenía palabras de los orígenes más diversos. Los capitanes de los barcos, diplomáticos, etc. no solían hablar en lingua franca por el desprestigio social, y se entendían entre ellos en francés y en inglés principalmente. A finales del siglo XIX cae definitivamente en desuso y es sustituida por el inglés en la marina, por la importancia que tenía el Imperio británico, aunque los diplomáticos de carrera prefirieron seguir usando el francés.
El francés fue la lengua franca de la aristocracia europea del siglo XVII hasta el primer tercio del siglo XX, coincidiendo con el surgimiento de Francia como potencia europea dominante tras el fin de la guerra de los Treinta Años y sus primeros signos de debilidad económica como potencia colonial, en las postrimerías del siglo XIX (así, los niños de las principales familias reales de Europa fueron criados en francés y los aristócratas rusos se escribían con frecuencia en francés). Más tarde, la influencia de este idioma fue extendiéndose con la colonización del imperio francés, hasta el continente africano, americano, parte del asiático y Oceanía. Todavía se utiliza en la diplomacia internacional y en los principales organismos internacionales.
También han existido lenguas francas en Oriente y el norte de África para que los habitantes de esos países se pudieran entender con los europeos en sus relaciones comerciales.

### Lenguas francas en Oriente Medio y Lejano Oriente
En los primeros Estados de Mesopotamia y Oriente Medio, aproximadamente entre los siglos XX a. C. y XV a. C., el acadio fue ampliamente usado en las relaciones diplomáticas, mientras que el sumerio fue estudiado por un período similar como lengua de cultura en ciertas áreas del conocimiento. Posteriormente, el arameo reemplazó a ambas lenguas como segunda lengua en la zona, desde el imperio aqueménida hasta la expansión musulmana.
En el Lejano Oriente, el sánscrito fue una segunda lengua importante tanto en India como en el sudeste asiático e Indonesia. También el hindi o indostaní en el subcontinente indio. Más al norte, el chino clásico fue una segunda lengua estudiada por los eruditos de Vietnam, Corea y Japón como segunda lengua. El chino mandarín o el árabe actúan como lenguas francas en grandes zonas de este continente.

### Lenguas francas en América
En América del Norte se usó una lengua de señas como medio de comunicación intergrupal entre los pueblos de las grandes praderas principalmente. En Mesoamérica, poco antes de la llegada de los europeos y durante un tiempo tras la llegada de estos, el náhuatl se utilizó ampliamente como lengua vehicular. Y en Sudamérica, el quechua se expandió básicamente como segunda lengua de entendimiento en el imperio inca, ya que la lengua original de los primeros incas parece haber sido el puquina[cita requerida], que la conservaron en un contexto reducido para usar en la esfera pública el quechua clásico. En el mandato del virrey Toledo se consideraron lenguas generales, en uso legal, en el extensísimo virreinato del Perú: el quechua, el aimara, el puquina y el mochica.
Durante la colonización de Brasil, la escasez de mujeres europeas motivó que muchos portugueses desposaran a mujeres autóctonas, cuya lengua era el tupí. El resultado es que, hasta principios del siglo XVIII, la lengua predominante fue la língua geral, que era básicamente una variante de tupí con abundante intromisión del portugués. A partir del siglo XVIII, hubo un intento consciente de dar exclusividad al portugués, aunque la língua geral fue la lengua vehicular predominante en muchas áreas del Amazonas hasta casi el siglo XX.

### Lenguas francas en África
El suajili, con apenas 15 millones de hablantes nativos pero de uso cotidiano para aproximadamente 90 millones de personas, es la lengua de comunicación entre los países ribereños del Océano Índico y la región de los Grandes Lagos, siendo oficial en Tanzania, Kenia, Uganda y República Democrática del Congo, así como en la Unión Africana (junto con el inglés, el francés, el árabe, el español y el portugués). A partir del siglo XV, el hausa fungió como lengua franca de África Occidental y un poco más tarde el fula cumplió la misma función en la misma región.

### Actualidad
Actualmente, el inglés es la lengua que se presenta con mayor frecuencia como segunda lengua entre los hablantes plurilingües, y en la práctica sirve de lingua franca global, tras el final de la Segunda Guerra Mundial en septiembre de 1945. Esto se debe a factores socioeconómicos y geopolíticos, tanto por la influencia histórica de los países anglosajones como por el hecho de que el idioma inglés, especialmente desde el siglo XX, ha sido la principal lengua de los negocios y de la publicación de trabajos científicos. Eso ha contribuido a que exista una mayor cantidad de información recientemente publicada (física y digitalmente) en este idioma que en cualquier otro.
Varios países promueven el aprendizaje de sus lenguas nacionales en el extranjero, ya sea con el objetivo de difundir su cultura y fortalecer sus relaciones económicas —como el comercio, el turismo o la migración laboral—, o bien en respuesta al interés individual por aprender una nueva lengua. Esta promoción ha contribuido a la existencia de numerosos hablantes no nativos de idiomas distintos al inglés, incluso cuando dichas lenguas no tienen una difusión global comparable.
Para ello, se emplean diversos recursos, como la creación de instituciones educativas dedicadas a la enseñanza del idioma (de carácter estatal, privado o mixto), el fomento del turismo académico —que implica el traslado temporal de estudiantes al país de origen para aprender la lengua mediante la inmersión en instituciones educativas y en la vida cotidiana—, el apoyo de comunidades en el extranjero con vínculos culturales sólidos con el país de origen, y el uso de tecnologías modernas como Internet y materiales multimedia (CD, DVD, plataformas digitales, entre otros).

### Lenguas auxiliares
Especialmente desde el siglo XIX se sintió la necesidad de una lengua internacional común no impuesta. Tenía que ser más fácil que las lenguas étnicas, con una cultura internacional sin filtros y que acabara con los privilegios que gozan los hablantes nativos de las lenguas mayoritarias, evitando así desprestigiar las minoritarias. Esta forma de pensar basada en lo ideal y en mejorar la comunicación entre hablantes de lenguas y culturas diferentes llevó a decenas de eruditos a crear lenguas construidas. En general, estas lenguas auxiliares planificadas con pretensiones de servir como segunda lengua, franca e internacional no han tenido al menos todavía el éxito masivo que se esperaba en la práctica.
Uno de los ejemplos con mayor popularidad es el caso del esperanto. Su aprendizaje ha sido recomendado en diversas ocasiones por la Unesco.
Desde 1999 se estima que el esperanto cuenta con dos millones de hablantes como lengua extranjera y miles de hablantes nativos que, por diversos motivos tienen esta lengua como lengua materna y son siempre bilingües o políglotas. Hoy en día este idioma continúa sumando miles de hablantes, sobre todo gracias a la popularización de internet que parece haber dejado la difícil estimación obsoleta. Otros ejemplos menos exitosos de lenguas artificiales son el volapük, la interlingua, el ido, etc.